# تيدي روي
تيدي روي (بالإنجليزية: Teddy Roy)‏ هو عازف جاز وعازف بيانو أمريكي، ولد في 9 أبريل 1905، وتوفي في 31 أغسطس 1966.

## وصلات خارجية
- تيدي روي على موقع ميوزك برينز (الإنجليزية)
- تيدي روي على موقع ديسكوغز (الإنجليزية)